# Lochbild
Ein Lochbild bezeichnet die Anordnung der Bohrungen für die Schraubverbindungen eines Flanschenpaares. 

## Allgemeines
Die Bohrbilder von zwei Teilen, die später z. B. verschraubt werden, müssen innerhalb einer gewissen Toleranz übereinstimmen, da sonst die Bohrungen nicht übereinander stehen und eine Montage der Schrauben nicht möglich ist. Häufig werden für die Fertigung Schablonen mit Bohrbuchsen angefertigt, die aufwändiges Anreißen vermeiden.

## Rohrflansche
Das Bohrbild für Rohrflansche wird exakt durch folgende Größen charakterisiert:
- Durchmesser der Bohrungen
- Durchmesser des Lochkreises der Bohrungen
- Anzahl der Bohrungen auf dem Lochkreis (dieser Wert ist immer durch 4 teilbar, bei genormten Flanschen nach DIN oder ANSI)
- Stellung der Bohrungen auf dem Lochkreis (Stichwort: Vermeidung der so genannten 12-Uhr-Stellung der Schrauben beim Einbau der Flanschverbindung)

Das Lochbild wird bestimmt durch die Nennweite und der Nenndruckstufe der Flanschverbindung und damit durch die zugehörige Rohrleitung.